# Municipio de Heber
El municipio de Heber (en inglés: Heber Township) es un municipio ubicado en el condado de Cleburne en el estado estadounidense de Arkansas. En el año 2010 tenía una población de 9772 habitantes y una densidad poblacional de 84,11 personas por km².

## Geografía
El municipio de Heber se encuentra ubicado en las coordenadas 35°28′52″N 92°0′49″O / 35.48111, -92.01361. Según la Oficina del Censo de los Estados Unidos, el municipio tiene una superficie total de 116.18 km², de la cual 109.68 km² corresponden a tierra firme y (5.6%) 6.5 km² es agua.

## Demografía
Según el censo de 2010, había 9772 personas residiendo en el municipio de Heber. La densidad de población era de 84,11 hab./km². De los 9772 habitantes, el municipio de Heber estaba compuesto por el 95.95% blancos, el 0.35% eran afroamericanos, el 0.5% eran amerindios, el 0.21% eran asiáticos, el 0.02% eran isleños del Pacífico, el 1.33% eran de otras razas y el 1.64% pertenecían a dos o más razas. Del total de la población el 3.08% eran hispanos o latinos de cualquier raza.